# Grombalia Sport
Maillots
Grombalia Sport (arabe : قرمبالية الرياضية) est un club tunisien de football fondé en 1939 et basé dans la ville de Grombalia.

## Histoire
Fondé en 1939, il est d'abord constitué par une section de football à laquelle s'ajoute des sections de basket-ball, de handball et de tennis de table, avant que celles-ci ne se détachent dans des clubs spécialisés et deviennent respectivement la Dalia sportive de Grombalia, la Jeunesse sportive de Grombalia et la Grappe d'or de Grombalia.
Sa première participation officielle date de 1944, dans le cadre du critérium de guerre. L'équipe a alors récupéré des joueurs de la ville qui évoluaient auparavant au Club africain, Ferjani Ben Mna, Hassouna Mertil et Aziz Haddad, et s'était renforcée par l'arrivée de joueurs de l'Étoile sportive du Sahel qui ne s'était pas engagée, Aleya Douik, Rachid Sehili, Habib Mougou et Abdelhamid Blal. Elle termine en quatrième position du critérium mais, avec la réorganisation des compétitions, se trouve en cinquième division. Parmi ses dirigeants de l'époque, citons Marcel Feynet, président en 1949-1950 avec Belaïd Toumi comme vice-président et Sadok Ben Hassine comme secrétaire général. Rémy Ferault assure également la présidence pendant plusieurs saisons. son dernier mandat datant de 1954-1955, au sein d'un comité composé de :
- Président d'honneur : Ferjani Toumi
- Président : Rémy Ferault
- Vice-président : Belaïd Toumi et Sadok Toumi
- Secrétaire général : Hédi Aoun
- Secrétaire général adjoint : Chedly Ben Zaied
- Trésorier : Abderrahman Bahri
- Trésorier adjoint : Amor Hantous
- Délégué auprès de la Ligue de Tunisie : Hafedh Damergi
- Contrôleur des dépenses : Boubaker Toumi
- Directeur sportif : Boubaker Toumi
- Membres : Hédi Kilani, Hamadi Dhaouadi, Hamadi Sassi, Taieb Béji, Chedly Toumi, Salah Kandil, Mbarek Glayel et Belhassen Haddad

Lors de la saison 1956-1957, l'équipe se révèle au public lors d'un match de coupe perdu difficilement contre le Club tunisien. Sa formation indiquée par les journaux de l'époque est la suivante : Carmelo Provenzano - Tahar Atrous, Brahim Ben Aziza, Abdessalem Haddad, Sassi, Ben Yahia, Benito Monachino, Antoine Di Notto, Brahim Jouida (auteur du but), Dhaouadi[Qui ?] et Ferrante[Qui ?].
Grombalia Sport participe au championnat de Ligue I en 1987-1988 mais ne parvient pas à se maintenir, il doit donc redescendre en division inférieure. Après 26 ans d'attente, le club retrouve à nouveau la Ligue I pour la saison 2013-2014. Une nouvelle fois, le séjour parmi l'élite ne dure qu'une saison, conclue par une relégation en Ligue II.

## Palmarès
| Compétitions nationales | Compétitions juniors                                                                         |
| --- | -------------------------------------------------------------------------------------------- |
| - Championnat de Tunisie de troisième division (2) : - Champion : 1976 (Nord), 1982 (Cap Bon) - Championnat de Tunisie de quatrième division (1) : - Champion : 2007 (Centre) | - Coupe de Tunisie cadets : - Finaliste : 1970 - Coupe de Tunisie juniors - Finaliste : 2008 |

## Personnalités

### Présidents
- Hamouda Fessi (1955-1956)
- Hafedh Damergi (1956-1957)
- Ferjani Ben Amor (1958-1961)
- Hassouna Mertil (1964-1965)
- Ferjani Ben Amor (1966-1967)
- Habib Ben Aziza (1967-1969)
- Hamadi Aouina (1969-1971)
- Mouldi Jelassi (1971-1972)
- Hédi Mdaissi (1972-1973)
- Abdessalem Saadani (1976-1977)
- Ali Tounsi (1982-1987)
- Okba Fenira puis Abdelkader Dhaouadi (1987-1988)
- Abdelkader Dhaouadi (1988-1989)
- Khemais Toumi (1989-1990)
- Abdelkader Dhaouadi (1990-1991)
- Ali Ben Taleb (1991-1993)
- Hamadi Atrous (1993-1995)
- Ali Ben Taleb (1995-1997)
- Jilani Trabelsi (1997)
- Abdessalem Saadani (1997-1998)
- Jilani Trabelsi (1998-2000)
- Amor Ben Mna (2000-2003)
- Saïd Haddad (2003-2007)
- Mouldi Ben Haha (2007-2009)
- Faouzi Ouali (2009-2010)
- Mohamed Habib Atrous (2011-2015)
- Mahmoud Baroudi (2015-2016)
- Faouzi Ouali (2016-2017)
- Makrem Ben Mna (2017- )

### Entraîneurs
- 1956-1959 : Eugène Di Notto
- 1963-1964 : Dante Di Benedetti
- 1964-1965 : Renato Rieci
- 1969-1970 : Kamel Helal
- 1971-1972 : Abdelmajid Azaiez
- 1973-1975 : Abid Mchala
- 1975-1976 : Mokhtar Ben Nacef
- 1976-1978 : Slim Zlitni
- 1978-1980 : Amor Dhib
- 1980-1981 : Mokhtar Ben Nacef, Abdelhay Atrous puis Ali Miloud
- 1981-1983 : Ali Miloud puis Taoufik Skhiri
- 1983-1986 : Abderrahmane Rahmouni
- 1986-1987 : Ahmed Zitouni[4], Moncef Nabli puis Abderrahmane Rahmouni
- 1987-1988 : Ahmed Zitouni puis Habib Mejri
- 1988-1989 : Habib Mejri
- 1989-1990 : Heninger[Qui ?]
- 1990-1991 : Ammar Souayah
- 1991-1992 : Alexander Kostov
- 1992-1993 : Hamza Mrad
- 1993-1994 : Rejeb Sayeh, Georgi Gyurov puis Khaled Hosny
- 1994-1995 : Khaled Hosny puis Ahmed Majboura
- 1995-1997 : Habib Jendoubi puis Ahmed Zitouni
- 1997-1998 : Slim Zlitni, Abderrahmane Rahmouni puis Ahmed Majboura
- 1998-1999 : Ahmed Zitouni puis Zouhair Bouzid
- 1999-2000 : Belhassen Meriah, Zouhair Bouzid puis Kamel Chebli
- 2000-2001 : Kamel Chebli, Zdzisław Podedworny (en) puis Faouzi Cheour
- 2001-2002 : Tarek Belghith puis Zouhair Bouzid
- 2002-2003 : Habib Jendoubi, Adel Latrech puis Abderrahmane Rahmouni
- 2003-2004 : Sassi Jedidi puis Zouhair Bouzid
- 2004-2005 : Zouhair Bouzid puis Abderrahmane Rahmouni
- 2005-2007 : Zouhair Bouzid
- 2007-2008 : Kais Zouaghi, Sassi Jedidi, Skander Toumi puis Zouhair Bouzid
- 2008-2009 : Ali Sraïeb puis Belhassen Meriah
- 2009-2010 : Chaker Meftah puis Omar Hammouda
- 2010-2011 : Mehrez Miladi, Skander Toumi puis Zouhair Bouzid
- 2011-2012 : Lotfi Hannachi puis Lotfi Kadri
- 2012-2013 : Hassen Gabsi[4]
- 2013-2014 : Robertinho, Patrick Liewig puis Hassen Gabsi[4]
- 2014-2015 : Hassen Gabsi, Radhouan Ben Chtioua puis Mounir Chihi
- 2015-2016 : Lotfi Rouissi puis Omar Hammouda
- 2017-? : Zouhair Bouzid
- 2020-? : Omar Hammouda[4]
- 2022-? : Mehrez Ben Ali[4]